# Thomisus arabicus
Thomisus arabicus es una especie de araña cangrejo del género Thomisus, familia Thomisidae. Fue descrita científicamente por Simon en 1882.

## Distribución
Esta especie se encuentra en Yemen.